# Coalton (Ohio)
Coalton é uma vila localizada no estado norte-americano de Ohio, no Condado de Jackson.

## Demografia
Segundo o censo norte-americano de 2000, a sua população era de 545 habitantes.
Em 2006, foi estimada uma população de 567, um aumento de 22 (4.0%).

## Geografia
De acordo com o United States Census Bureau tem uma área de
1,4 km², dos quais 1,4 km² cobertos por terra e 0,0 km² cobertos por água.

## Localidades na vizinhança
O diagrama seguinte representa as localidades num raio de 20 km ao redor de Coalton.